# Domenico Marchetti (calciatore)
Domenico Marchetti (Chioggia, 26 gennaio 1895 – ...) è stato un calciatore italiano, di ruolo difensore.

## Carriera
Gioca con il Padova tre stagioni di cui una in Prima Categoria disputando in totale venti partite. Debutta il 20 febbraio 1910 in Padova-Hellas Verona (0-0). Gioca la sua ultima partita con i biancoscudati il 6 dicembre 1914 nel derby Petrarca-Padova (3-2).